# Necrolust (demo de Vader)
Necrolust es el segundo demo de la banda de Death Metal, Vader. Es lanzado en 1989. La portada del álbum fue diseñado por Piotr Wiwczarek .
Lista de temas
- 1. Decapitated Saints = 3:34
- 2. Reborn in Flames = 5:39
- 3. The Final Massacre = 4:29
- 4. The Wrath = 3:57

- Datos: Q4353281